# The Defence of Guenevere and Other Poems
The Defence of Guenevere and Other Poems – tomik wierszy angielskiego artysty plastyka i poety Williama Morrisa, opublikowany w 1858 a następnie wznowiony w 1875. Tom został zadedykowany Dantemu Gabrielowi Rossettiemu: To my Friend Dante Gabriel Rossetti, painter, I dedicate these poems. Wiersze są oparte w warstwie fabularnej przede wszystkim na opowieściach o królu Arturze i rycerzach Okrągłego Stołu.
Zbiorek zawiera tytułowy poemat The Defence of Guenevere i 29 innych utworów. Są one zróżnicowane epod względem formalnym. Obrona Guinevry jest napisana tercyną. King Arthur's Tomb składa się ze zwrotek czterowersowych, podobnie Sir Galahad, a Christmas Mystery. Poemat Sir Peter Harpdon's End jest utworem dialogowym, ułożonym wierszem białym.